# Foro Grimaldi

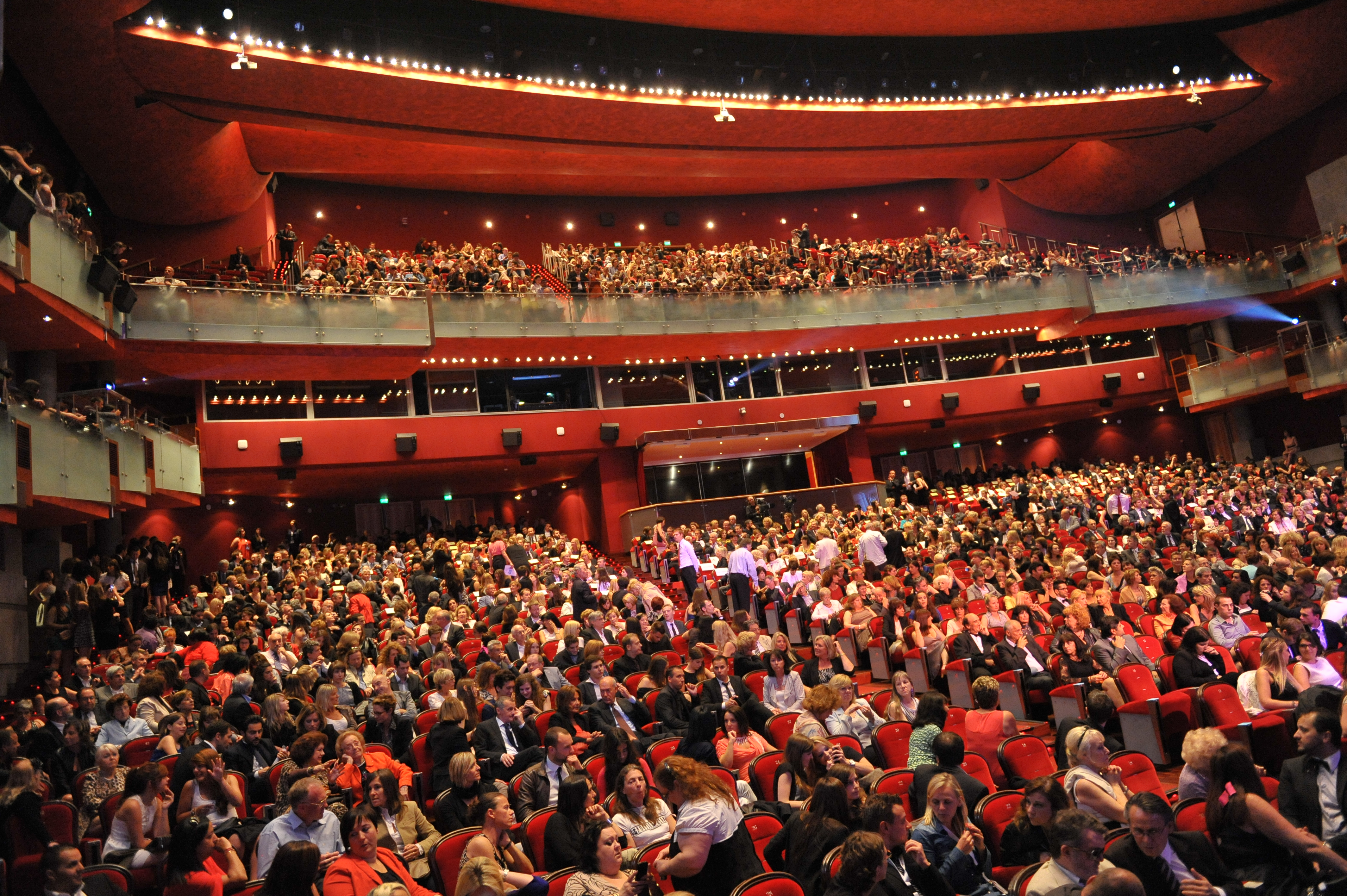
La Sala de los Príncipes del Grimaldi Forum durante un evento

El Foro Grimaldi (o bien Grimaldi Forum), es un centro de conferencias y de congresos situado en el paseo marítimo del barrio de playas, en Mónaco, llamado Larvotto. El Ballet de Monte Carlo y la Orquesta Filarmónica de Montecarlo realizan actividades regularmente aquí. Esta es también la sede de la exposición EVER Mónaco celebrada en marzo de cada año.
Durante la renovación de la Salle Garnier en la Opéra de Monte-Carlo en 2004-05, las óperas se presentaron en la Sala de los Príncipes (Salle des Princes) en el Foro Grimaldi.
El Foro Grimaldi también alberga el sorteo de la fase de grupos de la Liga de Campeones de la UEFA, entre ellos el de futbolista de la UEFA del Año. Es también la sede del sorteo de la fase de grupos de la Liga de Europa de la UEFA, antes del partido de Supercopa de la UEFA jugado en el Estadio Luis II en el distrito de Fontvieille.